# Charles Coquebert de Montbret
Pour les articles homonymes, voir Coquebert.
Charles Étienne Coquebert de Montbret (Paris, 3 juillet 1755 - Meudon, 9 avril 1831) fut consul de France à Hambourg sous l'Ancien Régime et devint, après la Révolution, professeur de statistique minière à l'École des mines.

## Biographie
Il est issu d'une vieille famille rémoise des Coquebert qui donna des lieutenants des habitants à la ville. Cette branche s'en différencie en ajoutant le nom de Monbret.  
Il est le fils de Jean-François, correcteur ordinaire en la chambre des comptes de Paris et de Geneviève Eugénie Hazon, mariés en 1752. Il est le frère de Jean Antoine Coquebert de Montbret (1753-1825) et d'Antoine Romain Coquebert de Montbret (1767-1829).  
Il étudie au Collège du Plessis puis est destiné par sa famille à la diplomatie. Il obtient le poste de commissaire de la marine au port de Hambourg, puis est consul général auprès des villes hanséatiques à l'âge de vingt-deux ans. Il complète sa formation et parle le latin, le grec, le danois, l'anglais, l'italien, l'espagnol et l'allemand . 

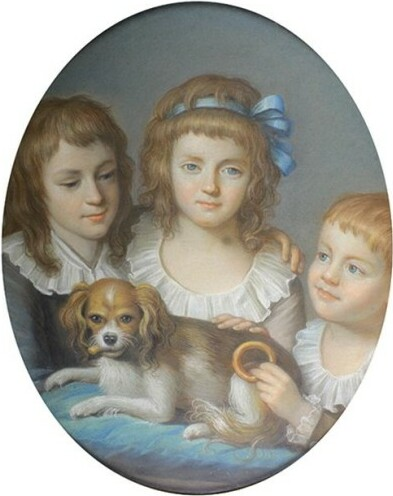
Ernest, Cécile et Eugène Coquebert de Montbret avec leur chien Bijou, pastel

En 1780, il épouse sa cousine germaine Nicole Charlotte Hazon (1760-1832), fille de Michel Barthelemy Hazon (1722-1818), architecte, intendant général des bâtiments du roi, et de Marie Madeleine Malinguehen. Il devient ainsi l'oncle maternel d'Eutrope Barthélemy de Cressac (1777-1844). Charles Coquebert et son épouse ont quatre enfants : Ernest Coquebert de Montbret né en 1781 à Hambourg, Barthélémy né à Hambourg en 1785, Cécile et Eugène.
Il devient ensuite consul à Dublin et revient en France en 1792.
Sous l'autorité de l'Agence des Mines (organisme gouvernemental chargé de superviser la politique et l'économie minière), il est le premier rédacteur en chef du Journal des Mines, créé par arrêté du 13 messidor an II (1er juillet 1794).
Il est ainsi l'auteur de la citation suivante : « Se défier du ton d'assurance qu'il est si facile de prendre et si dangereux d'écouter » (premier numéro du Journal des Mines en ) qui est depuis systématiquement mise en exergue en page de une de cette publication. 
Il est chargé par Napoléon du recensement des langues parlées en France sous le Premier Empire. Ce travail est publié en 1806 sous le nom d’essai d’un travail sur la géographie de la langue française. Lors de cette enquête, il dresse la première carte précise de la frontière linguistique bretonne. Il estime la population brittophone à 995 558 personnes (sur une population d'environ 1,4 million). Cependant, son enquête ne porte que sur les départements des Côtes-du-Nord et du Morbihan. En 1831, il produit une extrapolation basée sur l'augmentation de la population entre 1806 et 1830.
Les communes qu'il désigne comme bretonnantes sont :
- Dans le Morbihan : Pénestin, Camoël, Férel, Arzal, Marzan, Péaule, Le Guerno (trève), Noyal-Muzillac, Questembert, Larré, Molac (+ Le Cours), Elven, Monterblanc, Plaudren, Saint-Jean-Brévelay, Saint-Allouestre, Moréac, Naizin, Kerfourn (trève), Noyal-Pontivy, Saint-Gérand (trève), Croixanvec.
- Dans les Côtes-du-Nord : Hémonstoir, Saint-Caradec, Saint-Connec (trève), Saint-Guen (trève), Le Vieux-Marché (trève), Merléac, Saint-Martin-des-Prés, Corlay, Le Haut-Corlay, Canihuel (trève), Kerpert (trève), Saint-Gilles-Pligeaux, Coet-Malouan, Saint-Connan, Senven-Léhart, Saint-Fiacre (trève), Saint-Péver, Lanrodec, Plouagat, Saint-Jean-Kerdaniel, Bringolo, Goudelin, Tréguidel, Kerstang, Tressignaux, Pléguien, Lanvollon, Lannebert, Pludual, Saint-Laurent, Plouha, Saint-Jean

Il devient secrétaire général du ministre du commerce, son ami Jean-Baptiste Collin de Sussy. 
Il meurt à Meudon le 9 avril 1831 et est enterré au cimetière du Père-Lachaise (11e division).

## Sources
- Les papiers personnels de Charles Coquebert de Montbret sont conservés aux Archives nationales sous la cote 183AP[6].
- Coquebert de Montbret, Voyage de Paris à Dublin à travers la Normandie et l'Angleterre en 1789, Isabelle Laboulais-Lesage (éd.), Publications de l'Université de Saint-Etienne, 1995.
- Sa bibliothèque léguée à la bibliothèque de Rouen sur les "Bases Coquebert de Montbret"